# Фрина (орангутан)
Фрина — орангутан из коллекции Московского зоопарка 1927—1938 гг., воспитанница зоолога Михаила Алексеевича Величковского.

## Биография
Родилась весной 1927 года по пути в Московский зоопарк. В 1961 году М. Ф. Нестурх сообщал, что Фрина, прибывшая в зоопарк вместе с родителями, родилась «в пути на пароходе», не конкретизируя географии маршрута. В 2004 году В. В. Спицин, И. Л. Костина и Т. Э. Балуян в очерке истории Московского зоопарка уточнили, что детёныш родился «на пароходе в пути с Суматры». Наконец, сотрудница ташкентской газеты «Пионер» М. Полякова, лично видевшая Фрину в 1935 году (во время своей поездки в Москву и общения с сотрудниками зоопарка, работавших с орангутаном), также сообщала, что орангутан родился на пароходе, и добавляла, что отец Фрины «Густав простудился во время переезда из Германии в СССР». Последнее дополнение поясняет, что семья приматов прибыла в СССР с Суматры при посредничестве одной из немецких фирм, торгующих животными, с которыми Московский зоопарк тесно сотрудничал с середины 1920-х.
Появление первой в истории столичного зоопарка семьи орангутанов было удивительным событием для москвичей и подняло посещаемость зоопарка на 50 %. Многим хотелось впервые в жизни посмотреть на диковинных человекообразных обезьян, да и цена лишь одной особи впечатляла публику — в то время она составляла несколько тысяч золотых рублей. К сожалению, спустя две недели после приезда в Москву семья орангутанов сократилась: мать Фрины умерла. Она тоже заболела во время длительной транспортировки, но в отличие от Густава не смогла оправиться от болезни.
Поначалу детёныша приняли за самца и дали ему мужское имя Фриц. «Все думали, что это самец, и окрестили её мужским именем, — вспоминала в 1934 году сотрудница Московского зоопарка и кюбзовка 1920-х гг. Елена Румянцева. — Осматривать обезьян собрались учёные и профессора, но прошло несколько лет, прежде чем стало известно, что Фриц вовсе не Фриц, а Фрина»

Зав. обезьянами Московского зоопарка М. А. Величковский со своей воспитанницей Фриной. 1929—1930. (фото из архива Веры Чаплиной)

Отец Густав не очень заботился о своем детёныше, и нередко обижал его. «Вероятно, Фрина жила бы не очень счастливо с таким соседом, если бы не товарищ Величковский, заведующий обезьянами. Он заменил ей мать, воспитал и вырастил её. С бесконечным терпением, всегда нежно и заботливо обращается он со своей питомицей. Фрина также доверчива и ласкова к нему… Когда Величковский входит к ней, она идёт к нему на руки, обнимает его за шею, прижимается и целует его, далеко вытянув вперед длинные губы, сложенные трубочкой. Потом спокойно располагается у него на коленях, и он, как маленького ребёнка, терпеливо кормит её с ложечки рисовой кашей с изюмом».
Густав прожил в Московском зоопарке всего три года. Но ещё до его смерти ручную Фрину отселили в другую клетку и в пару ей приобрели молодую и очень весёлую самку шимпанзе Мимозу, которая быстро сдружилась с послушной Фриной, стала учить её всяческим проказам и оказывать всяческую поддержку. Однажды у Фрины случилось расстройство желудка, её посадили на диету и не давали фруктов. «Болезнь была не серьёзная и должна была скоро пройти, но почему-то затягивалась. Оказалось, что виновата в этом была Мимоза. Она делилась с Фриной фруктами, которые сама получала, и давала ей через решётку».
В 1932 году к двум самкам был приобретён ещё один орангутан — 12-летний самец Мориц, от которого планировали получить потомство. Но в 1933 году обе новые обезьяны погибли в результате несчастного случая: они отравились ночью угарным газом (печное отопление тогда было основным обогревательным прибором в Московском зоопарке). Мимозу утром нашли уже мертвой, Фрина была без сознания, а Мориц, казалось, чувствовал себя не очень плохо. Но из двух оставшихся обезьян «спасти удалось только Фрину. Она была ручная и давала людям лечить себя. В ноздри ей вставляли трубочки от подушки с кислородом, растирали и массировали её. Несколько дней ей было очень плохо. Величковский не отходил от неё, ночевал в обезьяннике и, наконец, все-таки выходил свою любимицу. Мориц же, дикий и недоверчивый, никого не подпускал к себе близко».
Фрина осталась одна. М. А. Величковскому, за высокий рост и худобу получившему у кюбзовцев ласковое прозвище «Марабу», было уже за семьдесят, и он стал готовить себе смену. В 1935 году, уходя на пенсию, он передал заботы о Фрине «молодой научной работнице зоопарка, бывшей юннатке, Лиде Соколовой… Соколова устроила в клетке орангутанга уютный уголок. В нём — кровать, столик, стул. Отдельно маленький столик, где лежит термометр и другие приборы исследовательского характера. По утрам Фрина завтракает рисовой молочной кашей, запивая её кофе со сливками или кефиром». Большим успехом у публики пользовалось одно из её любимых развлечений — катание на деревянном барабане.
В 1936 году ручная Фрина снялась в игровом фильме «Похождения медвежонка», поставленной режиссёром Таисой Арусинской по сценарию Веры Чаплиной. Одним из эпизодов фильма стал обед послушной и аккуратной Фрины, которую М. А. Величковский научил пользоваться салфеткой, а Л. Соколова — есть ложкой с тарелки. В сценарии так и написано: «…Фрина ест ложкой с тарелки, подвязанная салфеткой, которой вытирает губы. Потом складывает салфетку и встает…»
После ухода из зоопарка (а затем ареста и гибели) М. А. Величковского, за Фриной ухаживала одна из наиболее опытных служительниц обезьянника Е. А. Маркова. И все же за Фриной не уследили — в 1938 году она погибла от дизентерии. Но и после смерти полюбившийся публике орангутан продолжил зримо присутствовать в жизни Московского зоопарка: В. В. Чаплина включила две фотографии Фрины в серию диапозитивов «Утро в зоопарке», выпущенную в 1940 году.

## Литературный персонаж
Помимо сценария Веры Чаплиной к фильму «Похождения медвежонка» (1936) орангутан Фрина стала героиней одноименного очерка в сборнике рассказов Елены Румянцевой «Мои знакомые» (1935; рисунки Василия Ватагина), написанных о наиболее известных в то время животных Московского зоопарка. В том же году популярную Фрину упоминал и Николай Шкляр в своей книге «Повесть о зоопарке» (1935). Писал о Фрине и детский поэт Павел Барто — в двух очерках, опубликованных в 1934 году журналом «Юный Натуралист».

## Фильмография
- «Проблемы питания» — научно-популярный фильм, 1927, режиссёр-оператор Яков Посельский, сценарий профессора Л. Н. Воскресенского; в эпизоде фильма снималась орангутан Фрина[20]
- «В обезьяннике Московского зоопарка»[21] (1930—1933; Фрина со своим воспитателем М. А. Величковским).
- «Живой калейдоскоп» (Московский зоопарк) — научно-популярный фильм, 1931, Союзкино; режиссёры-операторы Марк Культэ и Михаил Кузнецов; в эпизоде фильма о животных Московского зоопарка снималась орангутан Фрина с М. А. Величковским[22].
- Сюжет о Фрине в документальный киносборнике «Пионерия» № 7, 1933 («…Дети на прогулке в Московском зоопарке у клетки с обезьяной по кличке Фрина. Обезьяна ест, пьет из кружки, лазит по дереву»)[23].
- Сюжет о Фрине в документальный киносборнике «Совкиножурнал» № 27\526, 1934 («…Московский зоопарк: наблюдения за обезьяной Фриной, привезенной с острова Суматра»)[24].
- Похождения медвежонка — детский короткометражный игровой фильм, киностудия Рот-Фронт, 1936, режиссёр Таиса Арусинская, сценарист Вера Чаплина, оператор Георгий Рейсгоф, композитор Михаил Раухвергер; в эпизоде фильма снималась орангутан Фрина.